# Gustav Hegi
Pour les articles homonymes, voir Hegi.
Gustav Hegi est un botaniste suisse, né le 13 novembre 1876 à Rickenbach et mort le 21 avril 1932 à Küsnacht.

## Biographie
Il enseigne à Munich et étudie la flore d’Europe centrale. Il est l’auteur d’Illustrierte Flora von Mitteleuropa (douze volumes, 1906-1929).